# Tańsk-Umiotki
Tańsk-Umiotki (prononciation : [ˈtaɲsk uˈmjɔtki]) est un village polonais de la gmina de Dzierzgowo dans le powiat de Mława de la voïvodie de Mazovie dans le centre-est de la Pologne.
Il se situe à environ 5 kilomètres à l'ouest de Dzierzgowo (siège de la gmina), 18 kilomètres à l'est de Mława (siège du powiat) et à 110 kilomètres au nord de Varsovie (capitale de la Pologne).

## Histoire
De 1975 à 1998, le village appartenait administrativement à la voïvodie de Ciechanów.